# Seamus Heaney
Seamus Heaney /ˈʃeɪməs ˈhiːni/ (Condado de Derry, Irlanda del Norte, 13 de abril de 1939-Dublín, 30 de agosto de 2013) fue un poeta y profesor irlandés. Recibió el Premio Nobel de Literatura en 1995. El poeta estadounidense Robert Lowell lo describió como «el poeta irlandés más importante desde Yeats», y muchos otros, como el académico John Sutherland, han dicho que es «el poeta más grande de nuestra era».

## Biografía
Heaney nació en Tamniaran, entre Castledawson y Toomebridge, en Irlanda del Norte. Fue el mayor de 9 hermanos Su familia se trasladó a la cercana Bellaghy cuando él era niño. En 1957 marchó a Belfast para estudiar literatura en la Universidad Queen, donde impartió clases entre 1966 y 1972 antes de dedicarse por entero a la literatura. Heaney, católico irlandés, se vio muy afectado por la violencia entre católicos y protestantes en el Úlster, y decidió trasladarse a Dublín en 1972. En el Carysfort College de esta misma ciudad impartió clases entre 1975 y 1980. Obtuvo una cátedra en la Universidad Harvard, Massachusetts, en 1984, y entre 1989 y 1994 fue catedrático de Poesía en la Universidad de Oxford, Inglaterra. Recibió multitud de premios, entre ellos el Premio Memorial Geoffrey Faber (1968), el E. M. Foster (1975), el Premio PEN de Traducción (1985), el Premio T. S. Eliot (2006) y dos premios Whitbread (1996 y 1999).
Heaney murió el 30 de agosto de 2013 en la clínica Blackrock de Dublín, tras haber ingresado el día anterior a causa de una caída. Fue sepultado junto con sus padres y su hermano menor en el cementerio de Bellaghy.

## La obra
La poesía de Heaney, desde sus comienzos en Muerte de un naturalista (1966) (trad. esp. M., Hiperión, 1996), está anclada en los contextos físicos y rurales de su infancia. A medida que se desarrolla su obra, esos escenarios se convierten en el foco de una búsqueda arqueológica de los mitos e historias que han contribuido a configurar la violenta situación política de Irlanda del Norte, que solo ha tratado abiertamente en Norte (1975) (trad. esp. M., Hiperión, 1992). Podría decirse que su trabajo contiene a las dos más grandes figuras de la poesía irlandesa, sintetizando, por un lado, lo mejor de la lengua inglesa, literaria y tradicional presente en William Butler Yeats, y por otro, absorbiendo el lenguaje autóctono y natural de Patrick Kavanagh.
La obra de Heaney muestra una gran flexibilidad rítmica, pero es sobre todo la intensidad de su lenguaje, que contrasta con el silencio de las gentes que describe, lo que la ha hecho famosa. Otros libros suyos son: Puerta a las tinieblas (1969), Huyendo del invierno (1972), Trabajo de campo (1979), Isola stazione (1984), La linterna del espino (1987) —que contiene un soneto-secuencia de elegías a la muerte de su madre—, Viendo cosas (1991), elegías a su padre, El nivel espiritual (1996, Premio Whitbread), Luz eléctrica (2001). Heaney publicó en 2000 una traducción al inglés moderno del poema épico anglosajón Beowulf que se convirtió en un auténtico best seller en el Reino Unido y en Estados Unidos y por la que recibió nuevamente el premio Whitbread.
Sus poemas generan un lector activo, participante en la producción de sentido. Otros podrían hablar de imaginación. Pero lo cierto es que el discurso lírico no busca significar sino ser, y la textura lingüística y los sonidos permanecen por encima del sentido: “My father is a barefoot boy with news / running at eye-level with weeds and stooks” (Mi padre es un niño descalzo con un mensaje, / Que corre a la altura del ojo entre hierba y paja”).
Esta decisión estética, ya presente en la poesía germánica (innovaciones prosódicas, rimas oblicuas y disimuladas), contiene además un fuerte elemento político. Porque si algo representan los dialectos periféricos, tanto en Irlanda, Gales y Escocia, es la lucha contra un centro de dominio lingüístico. Y esta lucha se da muchas veces no por un reemplazo de léxico, sino rítmico, melódico, quizás inaudible para algunos de nosotros, pero que para el poeta vale como una música interior, “un pasaporte para hacer frente a los peligros de hablas espurias”.
También ha escrito diversos ensayos de crítica literaria: Preocupaciones (1980) y Gobierno de la lengua (1988). 
Recibió el Premio Nobel de Literatura en 1995 por “sus obras de belleza lírica y profundidad ética, que exaltan los milagros del día a día y el pasado aún vivo”.
Inspirado por su experiencia tras sufrir un ataque de apoplejía en 2006, publicó la colección Human Chain (2010), por la cual obtuvo el Premio Forward, uno de los pocos que no había ganado en su carrera. Antes de morir, Heaney se encontraba preparando la selección para sus Selected Poems 1988-2013, publicados de manera póstuma al igual que su traducción del libro VI de la Eneida.

### Poesía: principales colecciones
- 1966: Death of a Naturalist, Faber & Faber
- 1969: Door into the Dark, Faber & Faber
- 1972: Wintering Out, Faber & Faber
- 1975: North, Faber & Faber
- 1979: Field Work, Faber & Faber
- 1984: Station Island, Faber & Faber
- 1987: The Haw Lantern, Faber & Faber
- 1991: Seeing Things, Faber & Faber
- 1996: The Spirit Level, Faber & Faber
- 2001: Electric Light, Faber & Faber
- 2006: District and Circle, Faber & Faber
- 2010: Human Chain, Faber & Faber

### Poesía: antologías
- 1980: Selected Poems 1965–1975, Faber & Faber
- 1990: New Selected Poems 1966–1987, Faber & Faber
- 1998: Opened Ground: Poems 1966–1996, Faber & Faber
- 2014: New Selected Poems 1988–2013, Faber & Faber
- 2018: 100 Poems, Faber & Faber

## Obras sobre Seamus Heaney
- 1993: The Poetry of Seamus Heaney ed. by Elmer Andrews
- 1993: Seamus Heaney: The Making of the Poet by Michael Parker
- 1995: Critical essays on Seamus Heaney ed. by Robert F. Garratt
- 1998: The Poetry of Seamus Heaney: A Critical Study by Neil Corcoran,
- 2000: Seamus Heaney by Helen Vendler,  Archivado el 25 de septiembre de 2009 en Wayback Machine.
- 2003: Seamus Heaney and the Place of Writing by Eugene O'Brien, University Press of Florida
- 2004: Seamus Heaney Searches for Answers by Eugene O'Brien, Pluto Press: London, ISBN
- 2007: Seamus Heaney and the Emblems of Hope by Karen Marguerite Moloney, ISBN
- 2007: Seamus Heaney: Creating Irelands of the Mind by Eugene O'Brien, Liffey Press, Dublín, ISBN
- 2009: The Cambridge Companion to Seamus Heaney edited by Bernard O'Donoghue
- 2010: Poetry and Peace: Michael Longley, Seamus Heaney, and Northern Ireland by Richard Rankin Russell ISBN
- 2010: Defending Poetry: Art and Ethics in Joseph Brodsky, Seamus Heaney, and Geoffrey Hill by David-Antoine Williams
- 2010: “Working Nation(s): Seamus Heaney’s ‘Digging’ and the Work Ethic in Post-Colonial and Minority Writing”, by Ivan Cañadas[13]
- 2011: "Seamus Heaney and Beowulf," by M.J. Toswell, in: Cahier Calin: Makers of the Middle Ages. Essays in Honor of William Calin, ed. Richard Utz and Elizabeth Emery (Kalamazoo, MI: Studies in Medievalism, 2011), pp.
- 2012: In Gratitude for all the Gifts: Seamus Heaney and Eastern Europe, by Magdalena Kay. University of Toronto Press
- 2012: Raccontarsi in versi. La poesía autobiografica in Inghilterra e in Spagna (1950-1980), Menotti Lerro, Carocci.[14]
- 2012: Sepelio en Tebas. Una versión de Antígona de Sófocles. Vaso Roto Ediciones. http://www.vasoroto.com/?lg=mx&id=24&lid=67
- 2015: Seamus Heaney. Obra reunida. Trilce Ediciones.

| Predecesor: Kenzaburō Ōe | Premio Nobel de Literatura 1995 | Sucesora: Wisława Szymborska |